# Символ
Си́мвол (до 1933 Си́мболь; від лат. symbolum) — знак, сутність у творі, яка позначає іншу сутність.
Знаком можуть виступати об'єкт, зображення, написане, слово, явище і навіть дія, що заміняє собою деяке інше поняття, використовуючи для цього асоціацію, подібність або домовленість (наприклад матеріальний об'єкт може використовуватись для позначення абстрактного поняття). Символи вказують (або слугують як знак) на ідеї, поняття або інші абстракції.
Прикладами символів можуть бути символи, що використовуються на картах (див. легенда), щоб позначити місця, варті уваги: перехрещені шаблі для позначення поля бою; цифри є символами що позначають числа

## Літературознавство
Си́мвол (з грец. знак) — умовне позначення якого-небудь предмета, поняття або явища; художній образ, що умовно відтворює усталену думку, ідею, почуття. В українських піснях наявні традиційні уснопоетичні народні символи: сонце, місяць, зіроньки, човен, терен, верба, весна та ін. Символ дав митцеві можливість сконцентрувати в образі широке коло життєвих явищ, дозволяє гранично «згущати» і перебільшувати зображуване (Поезія і революція, 1956, с. 277). (Книжка з укр. літ. ст. 44-46.)

## Математика
Символ — умовне позначення якої-небудь величини, поняття, запроваджене певною наукою.

## Інформатика
У системах обробки інформації — елемент множини, яка використовується для подання та організації даних, а також керування ними.
Контро́льний си́мвол — контрольний ключ, що складається з одного символу.

## Філософія
Си́мвол — одне з центральних понять філософії, естетики, філології, без нього неможливо побудувати ні теорію мови, ні теорію пізнання. Незважаючи на ілюзію зрозумілості, поняття символу є одним із найбільш неоднозначних для розуміння.

## Релігієзнавство
Основи віровчення (кредо).
Си́мвол ві́ри Символ у релігії — а) стислий виклад головних догматів християнства; б) переконання, світогляд, погляди.

## Значення і роль
Слово «символ» може використовуватись у наступних значеннях:
- Мінімальний обсяг даних, що може бути переданий в цифровому вигляді;
- Знак, одиниця алфавіту;